# Current Anthropology
Current Anthropology (Antropología actual) es una revista académica de antropología revisada por pares publicada por la editorial University of Chicago Press y patrocinada por la Wenner-Gren Foundation para la investigación antropológica. Esta fundación fue fundada en 1959 por el antropólogo Sol Tax (1907-1995).
Current Anthropology es una de las pocas revistas que publica investigaciones en todas las subdisciplinas de la antropología, abarcando toda la gama de estudios antropológicos sobre culturas humanas y sobre humanos y otras especies de primates. Además, pretende publicar trabajos teóricos y empíricos de las diferentes disciplinas antropológicas, considerando el proceso de surgimiento de la especie humana hasta la interpretación de las complejidades de la vida moderna.
La revista abarcan una amplia variedad de áreas, incluyendo la antropología social, antropología cultural y las de antropología física como etnología y etnohistoria, arqueología y prehistoria, folclore y lingüística. 
Current Applications (Aplicaciones actuales) es una sección de acceso abierta de la publicación que presenta la investigación antropología académica y aplicada de enlace. Artículos recientes de Current Applications han abordado la energía eólica y la costa de Nueva Jersey, los solicitantes de asilo africanos y la serie de televisión Bones.